# 中国驻釜山总领事馆
中华人民共和国驻釜山总领事馆（韩语：／），简称中国驻釜山总领事馆，是中华人民共和国派驻韩国釜山广域市的最高级别外交机构。领区包括釜山广域市、大邱广域市、蔚山广域市、庆尚南道和庆尚北道。